# Sainte-Marie-Lapanouze
Sainte-Marie-Lapanouze – miejscowość i gmina we Francji, w regionie Nowa Akwitania, w departamencie Corrèze.
Według danych na rok 1990 gminę zamieszkiwały 53 osoby, a gęstość zaludnienia wynosiła 8 osób/km² (wśród 747 gmin Limousin Sainte-Marie-Lapanouze plasuje się na 537. miejscu pod względem liczby ludności, natomiast pod względem powierzchni na miejscu 623.).